# 26532 Eduardoboff
26532 Eduardoboff è un asteroide della fascia principale. Scoperto nel 2000, presenta un'orbita caratterizzata da un semiasse maggiore pari a 2,7657627 UA e da un'eccentricità di 0,0754481, inclinata di 5,15904° rispetto all'eclittica.